# اک-ینیکوی، دیدیم
اک-ینیکوی، دیدیم (به لاتین: Ak-Yeniköy, Didim) یک منطقهٔ مسکونی در ترکیه است که در استان آیدین واقع شده‌است.

## خصوصیات
اک-ینیکوی ۲٬۳۹۱ نفر جمعیت دارد.